# Parque nacional de Boubandjida
El parque nacional de Bouba Ndjida (en francés: Parc national de Bouba Ndjida) es un espacio protegido de Camerún. Un total de 23 especies de antílopes se encuentran en el parque. El perro salvaje pintado (Lycaon pictus) ha sido visto en el parque nacional de Bouba Njida desde finales del siglo XX. Esta población de caninos en peligro de extinción es una de las pocas que quedaron en Camerún a partir del año 2000.